# Paracaroides sublota
Paracaroides sublota is een vlinder uit de familie uilen (Noctuidae). De wetenschappelijke naam van deze soort is voor het eerst geldig gepubliceerd in 1900 door Mabille.
De soort komt voor in tropisch Afrika.